# Ларус LH93
Ларус LH93 е болид от Формула 1 с който отбора на Ларус участва през сезон 1993. Това е първото шаси направено от тима след неуспешните опити с Лола и Вентури. Болидът е управляван от Филип Алио, Ерик Комас и Тошио Сузуки
В началото на 1993 се носеха слухове за евентуално завръщане на Пежо във Формула 1. Тези слухове станаха факт, след като френската компания обявиха, че ще доставят двигатели през следващия сезон. За да привлекат вниманието на Пежо за 1994, Ларус нямаха никаква опция освен да продължи да използват V12 двигатели на Ламборгини. Самото шаси е същото, като това на Вентури макар и с малки промени най-вече в предната част и сайдподовете. Спирачките Брембо за заменени от Френската Карбонова компания за спирачки. Бритиш Петролеум с който бе партньор на Ларус от 1987 за гориво, бе заменен от още една френска компания Елф. Първоначално бе планирано от тима да използват активното окачване използвано от Уилямс, но поради нарастващите разходи и вероятност да бъде забранено след края на сезона, накрая се отказаха от самата идея.
Първите няколко състезания бяха окуражаващи за Ларус, макар двойното отпадане още от първия кръг на трасето в Киалами. В Интерлагос Алио и Комас финишираха 7-и и 10-и. След това в Донингтон имаха ужасен уикенд, като Алио имаше сблъсък, а Комас завърши 9-и с 4 обиколки от победителя в състезанието. След това в Имола дойде и 5-а позиция на Алио благодарение на многото отпаднали. В Барселона двама караха един зад друг преди Алио да отпадне. Комас водеше битка с Марк Блъндел, Кристиан Фитипалди и Агури Сузуки в последните обиколки, но накрая завърши 9-и. Парите обаче бяха на привършене и тима не записа нито едно влизане в точките, преди Монца където Комас финишира 6-и. Това се оказа и последните точки които постигат макар да регистрират само едно отпадане за последните четири състезания. За Судзука и Аделейд Алио бе заменен от платения пилот Тошио Сузуки, който регистрира 12-о и 14-о място.

## Резултати от Формула 1
| Година | Отбор        | Двигател(и)    | Гуми | Пилоти       | 1   | 2   | 3   | 4   | 5   | 6   | 7   | 8   | 9   | 10  | 11  | 12  | 13  | 14  | 15  | 16  | Точки | WCC  |
| ------ | ------------ | -------------- | ---- | ------------ | --- | --- | --- | --- | --- | --- | --- | --- | --- | --- | --- | --- | --- | --- | --- | --- | ----- | ---- |
| 1993   | Larrousse F1 | Ламборгини V12 | Г    |              | RSA | BRA | EUR | SMR | ESP | MON | CAN | FRA | GBR | GER | HUN | BEL | ITA | POR | JPN | AUS | 3     | 10-и |
| 1993   | Larrousse F1 | Ламборгини V12 | Г    | Филип Алио   | Ret | 7   | Ret | 5   | Ret | 12  | Ret | 9   | 11  | 12  | 8   | 12  | 9   | 10  |     |     | 3     | 10-и |
| 1993   | Larrousse F1 | Ламборгини V12 | Г    | Тошио Сузуки |     |     |     |     |     |     |     |     |     |     |     |     |     |     | 12  | 14  | 3     | 10-и |
| 1993   | Larrousse F1 | Ламборгини V12 | Г    | Ерик Комас   | Ret | 10  | 9   | Ret | 9   | Ret | 8   | 16  | Ret | Ret | Ret | Ret | 6   | 11  | Ret | 12  | 3     | 10-и |